# Oja (Fluss)

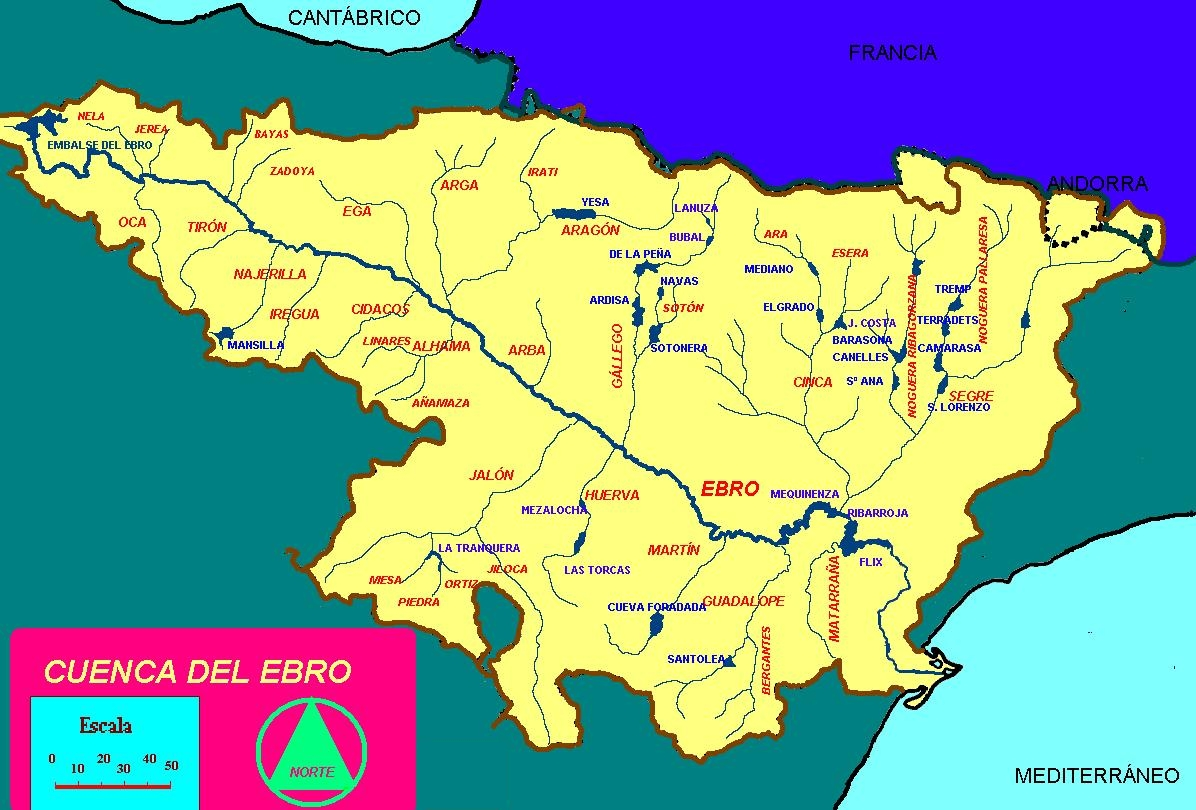
Einzugsgebiet des Ebro

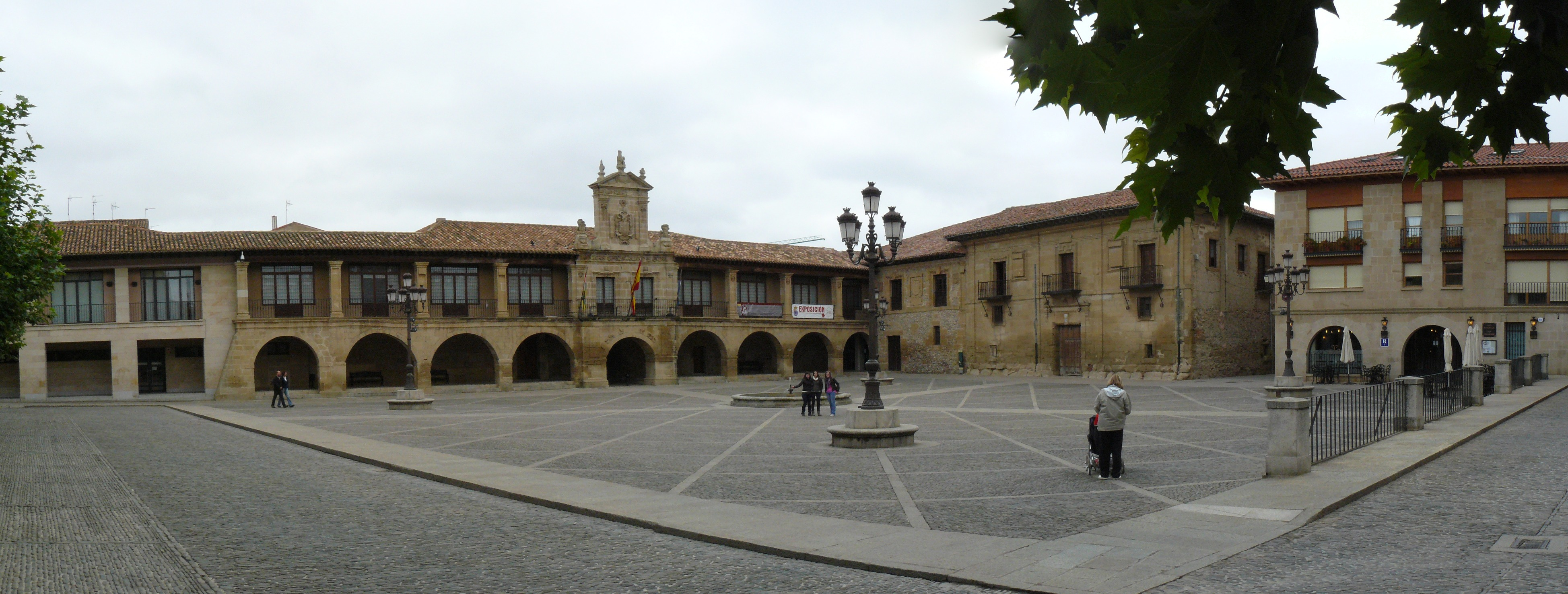
Santo Domingo de la Calzada – Plaza Mayor

Der Rio Oja ist ein ca. 65 km langer Nebenfluss des Río Tirón in der Autonomen Gemeinschaft La Rioja im Norden Spaniens.

## Verlauf
Der Río Oja entspringt aus zwei Quellbächen in der Sierra de la Demanda im Iberischen Gebirge. Anschließend durchfließt er in nordöstlicher Richtung die spanische Region La Rioja und mündet etwa 1 km nordöstlich von Cihuri in den Río Tirón.
Der Río Oja war wahrscheinlich namengebend für die Landschaft der Rioja.

## Geschichte
In der Antike bildete der Río Oja bzw. der Río Tirón möglicherweise eine Art Grenze zwischen den Siedlungsgebieten der keltischen Autrigonen und Beronen. Im Mittelalter war das Gebiet zwischen den Königreichen Kastilien und Navarra umstritten. In der Zeit der französischen Besatzung und des Spanischen Unabhängigkeitskrieges erlebten die Orte entlang des Flusses eine von Kämpfen und Hunger geprägte schwere Zeit.

## Sehenswürdigkeiten
Es gibt nur wenige bedeutende kulturelle Sehenswürdigkeiten entlang des Flusslaufs: Die Kleinstadt Santo Domingo de la Calzada ist eine bedeutende Pilgerstation am Jakobsweg und der Ort Ezcaray hat eine nicht uninteressante Kirche aus dem 15./16. Jahrhundert sowie zwei Gebäude einer Textilmanufaktur aus dem 18. Jahrhundert. Der Oberlauf des Río Tirón eignet sich gut für Angelsport und Wanderungen.